# اهتی
اهتی (به انگلیسی: Ahetti) یک روستا در هند است که در کارناتاکا واقع شده‌است.